# ヘンリー・テイラー・テリー
ヘンリー・テイラー・テリー（Henry Taylor Terry、1847年9月19日 - 1936年12月28日）は、明治時代にお雇い外国人として来日したアメリカ合衆国の法律家である。

## 経歴・人物
コネティカット州の生まれ。イェール大学で法学を学び卒業後、同大学の文学士となった。
1876年（明治9年）に日本政府の招きにより来日し、東京開成学校で法学の教鞭を執った。再度の帰国を挟み、1894年（明治27年）に再来日し以後1912年（明治45年）に辞職するまで東京帝国大学（現在の東京大学）で英米法の教鞭を執った。
1899年（明治32年）7月に、立教女学校（現・立教女学院）、立教学校（現・立教大学）で教員（英語、音楽）も務めた米国聖公会宣教師のエマ・フルベッキ（グイド・フルベッキの二女）と結婚した。
1912年（明治45年）7月、帰国に際して勲二等瑞宝章を受章した。